# Stenochironomus bipunctatus
Stenochironomus bipunctatus är en tvåvingeart som beskrevs av Jean-Jacques Kieffer 1922. Stenochironomus bipunctatus ingår i släktet Stenochironomus och familjen fjädermyggor. Inga underarter finns listade i Catalogue of Life.